# دوكتشيك دي
دوكتشيك دي هي خدمة توفر لخبراء الطب والصيدلة (الأطباء والصيادلة وما شابه ذلك) الوصول إلى مواقع الويب بمعلومات متخصصة من شركات الأدوية أو الناشرين الطبيين. تعمل دوكتشيك دي على تكوين مجتمع على الإنترنت لأعضاء المهن الطبية كما أنها توفر بوابة للأخبار، وقاعدة بيانات للصورة الطبية ذات الصلة بالويكي.

## دليل المواقع
- موقع DocCheck AG
- موقع Flexikon